# بردگان شنعار
بردگان شنعار یک رمان فانتزی تاریخی است که توسط جاستین آلن نوشته شده و در سال ۲۰۰۶ منتشر شده‌است. این کتاب به بررسی زندگی اولیه و خاستگاه شخصیت ها و مردمانی می‌پردازد که در اسطوره‌های خاورمیانه و متون مذهبی، به ویژه کتاب مقدس پیدایش و حماسه گیلگمش یافت می‌شوند. در کتاب پیدایش تصاویری از نفیلیم (که در کتاب نیفیلیم نامیده می‌شود)، یارد (پدربزرگ متوشالح)، لمک (پدر نوح) و آدا (همسر لامک) گنجانده شده‌است. نام شنعار نیز از کتاب پیدایش فصل دهم آمده‌است. به همین ترتیب، از حماسه گیلگمش و اسطوره‌های مربوط به خاورمیانه، چهره‌هایی مانند گیلگمش، انکیدو و خدایان مردوک، بعل و مولوخ به دست می‌آیند.

## لینک‌های خارجی
- Justin-Allen.com - سایت رسمی
- مطبوعات چشم پوشی
- بررسی سیاتل تایمز
- ناشران داکورث